# Yves Chauvin

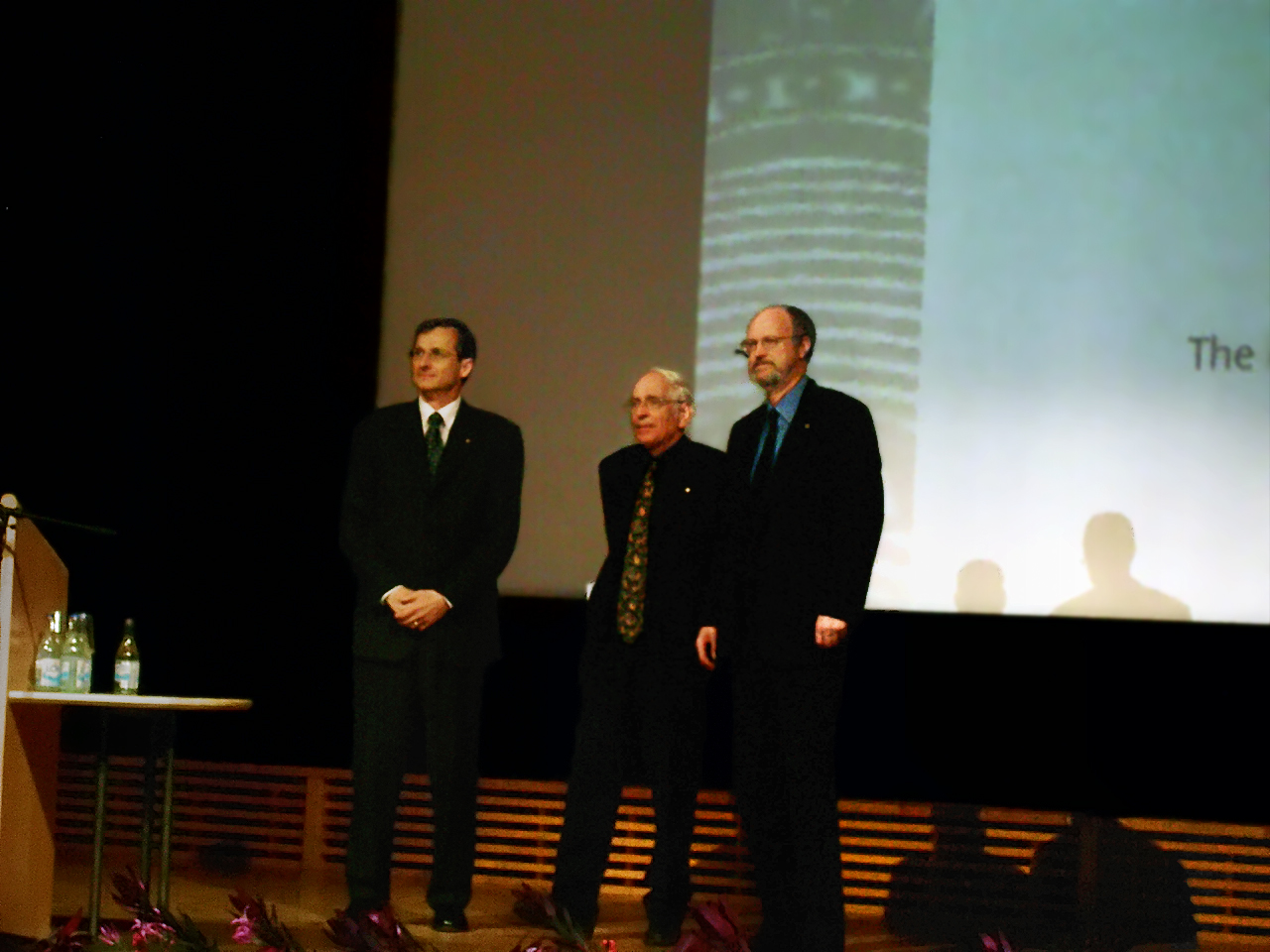
Giải Nobel Hóa học 2005 trên sân khấu, Richard R. Schrock, Yves Chauvin (giữa), Robert H. Grubbs

Yves Chauvin (sinh ngày 10 tháng 10 năm 1930 – 27 tháng 1 năm 2015) là một nhà hóa học người Pháp, ông là cựu Giám đốc nghiên cứu danh dự của Viện Dầu mỏ Pháp. Năm 2005 ông được trao giải Nobel về hoá học, cùng với Robert H. Grubbs và Richard R. Schrock. Tuy nhiên, ông đã tuyên bố từ chối tiền giải vì các nghiên cứu của ông là từ 35 năm trước đây và ông chỉ thắng giải Nobel vì công của hai nhà nghiên cứu kia.